# الأطرش
الأطرش يعرفون أحيانا باسم بني الأطرش، هي عشيرة من الموحدين الدروز مقرها في جبل حوران في جنوب غرب سوريا. يستمد اسم العائلة في اللغة العربية من أحد البطاركة كان قد عانى من الصمم. هاجرت عائلة الأطرش إلى جبل حوران في مطلع القرن التاسع عشر. وتحت قيادة شيخهم (الزعيم) اسماعيل الأطرش، أصبحت عائلة الأطرش الأسرة الدرزية الحاكمة في جبل حوران في منتصف القرن التاسع عشر، خلفاً لآل حمدان. عزز إسماعيل الأطرش سلطة عائلته من خلال سمعته وقوته في ساحة المعركة والمؤامرات السياسية التي كان يدبرها مع العشائر الدرزية الأخرى ومع القبائل البدوية، ثم عزز علاقاته مع السلطات العثمانية والقناصل الأوروبيين، وبِدءً من 1880 أصحبت الأسرة تسيطر على ثمانية عشرة قرية، أهمها السويداء، صلخد، القريا، عرى وعرمان.
بعد وفاة إسماعيل خلفه ابنه الأكبر إبراهيم وبعد وفاة إبراهيم خلفه شقيقه الثاني شبلي. قاد شيوخ الأطرش الطائفة الدرزية في العديد من الثورات ضد العثمانيين، بما في ذلك ثورة حوران 1910. وأحد شيوخ العائلة، سلطان باشا الأطرش الذي كان قائد الثورة السورية الكبرى ضد الانتداب الفرنسي على سوريا ولبنان ما بين 1925-1927.

## أهم أعلامها
- جهاد الأطرش، ممثل وممثل صوت لبناني.
- أسمهان (آمال الأطرش)، مغنية وممثلة سورية.
- حسن الأطرش، أمير سوري درزي.
- سلطان الأطرش، قائد وطني ومجاهد ثوري سوري درزي والقائد العام للثورة السورية الكبرى 1925، ضد الانتداب الفرنسي.
- فريد الأطرش، موسيقي ومطرب سوري-مصري.
- ليليا الأطرش، ممثلة سورية.
- منصور الأطرش، سياسي وصحفي سوري وأحد مؤسسي حزب البعث.
- ركان الأطرش، أحد أهم المرجعيات الدينية لدى الدروز